# Jaroslav Kovář
Jaroslav Kovář, né le 12 août 1944, est un ancien joueur tchécoslovaque de basket-ball.

## Palmarès
- Coupe des coupes 1969